# JScience
JScience to biblioteka dla języka Java oferująca zestaw klas stworzonych na potrzeby obliczeń naukowych. Ma ona za zadanie zapewnienie jednolitej architektury, która może być wykorzystana przy wykonywaniu obliczeń związanych z fizyką, matematyką, biologią czy ekonomią.
Biblioteka jest rozpowszechniana na zasadach licencji BSD.
Każdy może uczestniczyć w rozwoju JSiecence, ale nowo tworzone komponenty muszą być zintegrowane z istniejącymi klasami. Przykładowo nowy moduł do zastosowań w astronomii musi korzystać z klas modułu measures do wyznaczania odległości pomiędzy obiektami.

## Charakterystyka
Biblioteka wykorzystuje mechanizm parametryzacji klas wprowadzony w wydaniu 5.0 języka Java.
W wersji 4.3 dostępne są następujące moduły:
- Mathematics:structures – struktury matematyczne takie jak grupa, pierścień, ciało czy przestrzeń wektorowa,
- Mathematics:vectors – operacje na wektorach i macierzach,
- Mathematics:numbers – typy danych i operacje na liczbach wymiernych, rzeczywistych, zespolonych czy w arytmetyce modulo,
- Mathematics:functions – obliczenia symboliczne takie jak składanie funkcji, różniczkowanie oraz całkowanie.
- Physics:amount – wsparcie dla wielkości fizycznych,
- Physics:models – modele fizyczne mechaniki klasycznej, relatywistycznej, fizyki wysokich energii oraz mechaniki kwantowej,
- Geography:coordinates – współrzędne zgodne z OGC/ISO, układy współrzędnych oraz ich konwersja,
- Economics:money – wsparcie dla wielkości monetarnych i konwersji walut.

Physics:units and measures – implementacja standardu JSR-275 (pakiet javax.measure.*) – została przeniesiona z biblioteki JScience do biblioteki standardowej.